# Chris Hill (basket-ball)
Pour les articles homonymes, voir Chris Hill, Vogel et Hill.
Christopher Joseph « Chris » Vogel Hill, né le 21 février 1983 à Indianapolis (États-Unis), est un joueur américain de basket-ball. Il évolue au poste d'arrière.

## Biographie
Chris Hill a participé aux jeux panaméricains en 2003 en République dominicaine avec la sélection américaine.
Il réalise la plus grande partie de sa carrière sportive entamée en 2005 à Évreux en Pro B entre la France et la Belgique. Il sait parler et lire en français,.
En novembre 2012, il signe à Orléans. Pour son premier match, en EuroCoupe, il cumule 4 points à 1/4, 2 passes décisives, 2 balles perdues et 3 fautes pour -2 d’évaluation en moins de 13 minutes. En avril 2013, il se fracture le plancher orbitaire gauche mais ne loupe qu'un seul match,. Il reprend l'entraînement une semaine après son choc. À la fin de la saison, son contrat est tout de même prolongé.
Durant la préparation à la saison 2013-2014 avec Orléans, il se blesse à l'épaule droite. Après de nouveaux examens en octobre, il est contraint de se faire opérer et ainsi suivre une rééducation. En février, il reprend l'entraînement. Cependant, il ne participe qu'à trois rencontres dont deux en tant que titulaire lors de cette saison.

## Clubs successifs
- 2005 - 2006 :  ALM Évreux Basket (Pro B)
- 2006 - 2007 :  Stade clermontois Basket Auvergne (Pro A)
- 2007 - 2008 :  BK Banvit (TBL)
- 2008 - 2009 :  Belgacom Liège (Ethias League)
- 2009 - 2012 :  Spirou Charleroi (Ethias League)
- 2012 - 2014 :  Orléans Loiret Basket (Pro A)

## Palmarès
- Champion de Belgique 2010, 2011 (Spirou Charleroi)